# Hallucinations (film)
Pour plus de détails, voir Fiche technique et Distribution.
Hallucinations (The Comeback) est un film d'horreur britannique réalisé par Pete Walker et sorti en 1978.

## Synopsis
Royaume-Uni, fin des années 1970. Après s'être éloigné de la scène pendant quelques années en raison d'un mariage houleux, le chanteur britannique Nick Cooper, une fois divorcé, décide de revenir sur le devant de la scène. Il accepte volontiers les conseils de son imprésario Webster Jones et s'installe dans une villa du Kent pour travailler en toute tranquillité sur son nouveau projet. Les propriétaires de la villa, souvent en voyage, sont absents et seuls deux domestiques, M. et Mme B., s'occupent de la maison. En raison de phénomènes étranges et, surtout, des cris déchirants d'une femme que le jeune chanteur entend la nuit, le séjour dans le manoir s'avère tout sauf paisible pour lui, au point qu'il est admis dans un hôpital psychiatrique. Lorsque Nick retourne au manoir après sa sortie de l'hôpital, il découvre la réalité des choses.

## Fiche technique
- Titre français : Hallucinations ou Le Retour ou Encore ou Bain de sang[1]
- Titre original anglais : The Comeback ou The Day the Screaming Stopped ou Encore[2]
- Réalisateur : Pete Walker
- Scénario : Michael Sloane, Murray Smith
- Photographie : Peter Jessop
- Montage : Alan Brett
- Musique : Stanley Myers
- Production : Pete Walker
- Sociétés de production : Heritage
- Pays de production :  Royaume-Uni
- Langues originales : anglais
- Format : Couleur - 1,85:1 - Son mono - 35 mm
- Durée : 100 minutes
- Genre : Horreur
- Dates de sortie :
  - Royaume-Uni : 16 juin 1978
  - France : 12 décembre 1979

## Distribution
- Jack Jones : Nick Cooper
- Pamela Stephenson : Linda Everett
- David Doyle : Webster Jones
- Bill Owen : Signor B
- Sheila Keith : Signora B
- Holly Palance : Gail Cooper
- Peter Turner : Harry
- Richard Johnson : Dr. Macauley
- Patrick Brock : Dr Paulsen
- June Chadwick : infermiera
- Jeff Silk : fonctionnaire de police
- Enny Irving : chanteur